# ایلچستر (مریلند)
ایلچستر (به انگلیسی: Ilchester) شهری در ایالت مریلند کشور ایالات متحده آمریکا است که جمعیت آن در سرشماری سال ۲۰۱۰ میلادی، ۲۳٬۴۷۶ نفر بوده‌است.